# 杰克丹尼
杰克丹尼（Jack Daniel's）是美国的一個威士忌品牌，以其方形酒瓶和黑色标签为主要特征。
杰克丹尼酿酒厂位于林奇堡，由杰克·丹尼尔于1875年建立。
杰克丹尼酒厂位于田纳西州的林奇堡，是美国最古老的注册酒厂。酒厂挑选最上等的玉米、黑麦及麦芽等全天然穀物，配合高山泉水酿制，不含人造成份。采用独特的枫木过滤方法，采用新烧制的北美白橡木桶储存，使得酒质散发天然独特的馥郁芬芳。
杰克丹尼作为世界知名的酒类品牌，曾达到全美销量第一，全球销量第四，多年来高踞全球、美国威士忌销量冠军。威士忌如同香槟一样有着悠久的历史。在众多知名的威士忌品牌中，杰克丹尼的历史可追溯到一个多世纪前，其酿酒厂是美国历史记载上最古老的酿酒厂。杰克丹尼酿酒厂坐落在盛产上好米、黑麦以及大麦芽的田纳西山谷。杰克丹尼的威士忌之所以与众不同，是由于它在提炼出威士忌酒后还把它放在10英尺厚的用糖枫树烧成的炭上面过滤，经木炭醇化后的威士忌酒被放入酒库里碳化过的白橡木桶内存放和陈化。恰是这最后一道工序使杰克丹尼生产的威士忌酒，获得了“田纳西威士忌酒”的美名。
在杰克丹尼酒厂130年的历史中，除杰克·丹尼本人以外，只有7个人担任酿酒师，Chris Fletcher是该厂现任的总酿酒师。对于杰克丹尼的威士忌酒来说，所有出售的酒都经过他的亲自品尝，他品尝时总是将新酿造的酒与陈酒进行比较，以确保威士忌的品質始终不变。
杰克丹尼品牌在Interbrand编制的2022年度《Best Global Brands》排行榜中名列第85。

## 田纳西威士忌
杰克丹尼威士忌是世界范围内非常畅销的一款田纳西威士忌，其隶属的田纳西威士忌是原产于美国田纳西州的一种纯正的波本威士忌。杰克丹尼威士忌以方型瓶身与黑色商标的另类包装而闻名。杰克丹尼的酿酒厂坐落于田纳西州中南部城市林奇伯格，酒厂自1956年开始归布朗-福曼公司所有。由于杰克丹尼的原产地穆尔县属于美国一禁酒县(Dry County （页面存档备份，存于）)，因此在原产地的餐馆和百货店里很难购买到杰克丹尼。虽然杰克丹尼的产品纯度已经达到纯正威士忌的标准，但厂商仍坚持以田纳西波本为标识。

## 创始人杰克丹尼
杰克丹尼威士忌的传世人杰克具有传奇的一生。相传1846年，杰克出生在田纳西州的富兰克林小县城，早年丧母后，父亲续弦，作为家中12个孩子之一，小杰克得到的家人的关怀甚少。杰克具体的出生日期由于小镇县府大楼的档案的一场大火成为了永久的谜。时至今日，每年9月庆祝杰克的生日已逐渐成为约定俗成的惯例。杰克的祖父为威尔士人，祖母为苏格兰人，因此，杰克拥有苏格兰、威尔士、英格兰、爱尔兰四国血统。凄凉的童年生活导致小杰克大约在6岁时离家出走，7岁开始为隔壁的单·可牧师做工。单·可牧师以酿酒为业余爱好，早年的杰克以此为启蒙对酿造威士忌产生浓厚的兴趣。在杰克13岁时，牧师将自家的酿酒厂的全部股份转让给杰克，至此杰克拥有了酿酒厂的全部控制权。杰克潜心威士忌的酿造，在保留传统的“引母回罐”工艺的同时，又在此基础上引入了“滤沥”的古法，致使每一滴酒都馥郁香醇，丝丝入扣。相传杰克在20岁时便取得了职业酿酒师资格。为了酿出品质上乘的美酒，杰克开始寻求优质水源。后在田纳西州小镇林奇堡找到一处常年恒温（华氏56度，摄氏13.3度）、不含铁质的泉水。改用泉水酿制后，杰克丹尼的酒便定型不变，鹤立于北美诸酒之中。
杰克一生苦心孤诣将心思全部用在酿造威士忌上，终身未娶，膝下没有子嗣，因此他过继了最喜爱的外甥李姆·马修。李姆精通数学，很快便掌管了酒厂的账目。随着杰克丹尼健康每况愈下，1907年李姆掌管了酒坊的全部事宜。杰克他死于由于伤口感染引起的败血症，相传是由于他某日清晨在开保险箱时伤到了脚趾而引发的。杰克丹尼死后被安葬在林奇堡镇的墓地里，在他的墓碑旁安放了两把座椅。据说，放置这些椅子的目的是供前来哀悼他逝世的众多本地女士坐的。同时，杰克生前创立的品牌“old NO.7”时至今日仍流传着不同版本的含义，有人认为，NO.7是为了纪念他的7个女朋友，有人认为7看起来和“Jack”的首字母很像，还有人认为7是杰克的幸运数字等等。

## 发展与演变
1947年，李姆马修(Lem Motlow)把杰克丹尼尔酒厂遗留给他的儿子们。幸运的是，在他去世之前看到了美国国税局认定田纳西威士忌不同于波本威士忌。（虽然丹尼尔和马修知道他们的威士忌是特别的,但他们从未收到官方的认可。）1956年，在马修的儿子接管酿酒厂没多久之后，他们就决定将酒厂出售给肯塔基州的布朗-福曼公司。
二战后,消费者对杰克丹尼尔威士忌的需求远远大于酒厂的供应。在这样的背景下，酒厂的第一个全国销售经理温顿•史密斯努力寻求一种让全国各地的客户不会因供应不足而感到不快的方法。最终他决定,那些给酒厂写信说不能买到丹尼尔威士忌的忠诚粉丝，将会得到酒厂附近约一平方英寸的土地，成为酒厂的部分所有者。自此，便有了田纳西州乡绅协会。

### 杰克绅士酒
1988年，杰克丹尼尔酒厂有个令人兴奋的消息,他们研发出了几十年来的第一个新品牌——杰克绅士威士忌。它与其他威士忌的最大不同在于醇化过程中增加了新的步骤。
在引入杰克绅士威士忌之后，不仅它本身的销售额增加了，更令人惊叹的是，杰克丹尼的总销售额也增加了40%。直到现在为止，经过两次醇化的杰克绅士品牌是杰克丹尼尔的威士忌家族中公认的，首选的成员。

### 降低度数
杰克丹尼尔的黑色标签系列原来的标准酒精度数是90(即45%的酒精含量)。稍微低端一些的绿色标签系列的标准酒精度数是80。然而，从1987年开始，其他标签系列也开始降低其标准酒精度数。这次降低度数的风潮始于黑色标签系列将度数降低到86。
之后，自2002年以来，所有常见的杰克丹尼尔的产品均被稀释到80。酒厂给出的原因是，在营销过程中发现客户首选的是较低度数的威士忌；并且这也简化了生产流程。这次减少酒精含量的行为被现代酒鬼杂志深深地谴责，并且一些不认同度数降低的饮酒者在网上自发形成了一份请愿书。

### 现任酿酒师
Chris Fletcher在2020年成为杰克丹尼有史以来的第8位酿酒师。他的前任，Jeff Arnett担任酿酒师职务将近12年。对于杰克丹尼的威士忌酒来说，所有出售的酒都经过他的亲自品尝，他品尝时总是将新酿造的酒与陈酒进行比较，以确保威士忌的品質始终不变。

## 酿酒工艺
威士忌酿造过程经过了众多变化。早期的威士忌大多由麦芽酿造而成。1831年，开始出现用玉米、燕麦等其他谷类所制的威士忌。到1860年，威士忌的酿造又出现了一个新的转折点，人们学会用掺杂法来酿造威士忌。因此，因原料和酿造方法的不同可以将威士忌分为麦芽威士忌、谷物威士忌、五谷威士忌、稞麦威士忌和混合威士忌五大类。目前最著名最具有代表性的威士忌分别是苏格兰威士忌、爱尔兰威士忌、美国威士忌和加拿大威士忌四大类。通常情况下，威士忌的酿制工艺过程分为七个步骤，包括发芽、磨碎、发酵、蒸馏、陈年、混配和装瓶。但不同的酒厂制作威士忌的方式各有不同，而杰克丹尼之所以能在众多威士忌品牌中脱颖而出，也在于其本身所采取的与众不同的酿造方式。

## 制作工艺

### 原产地气候条件
田纳西州位于美国东南部，北部与肯塔基州、弗吉尼亚州接壤，东面与乔治亚州、阿拉巴马州毗邻，南邻密西西比州，西邻阿肯色州与密苏里州，其东部由阿巴拉契亚山脉横穿而过，西部以密西西比河为边界（面积排名36/50，人口排名17/50）。
田纳西州绝大部分地区属于潮湿的亚热带气候区，部分位于阿拉巴契亚山脉高海拔地区属于温带高山气候区和潮湿的大陆性气候区。区域内的降雨主要受南部墨西哥湾季风影响。田纳西州一年四季温暖潮湿，雨水丰沛，年降雨量约为130cm。温暖湿润的气候，纯净而不含铁质的泉水等优越的自然条件使田纳西州以盛产威士忌而闻名。

### 具体步骤

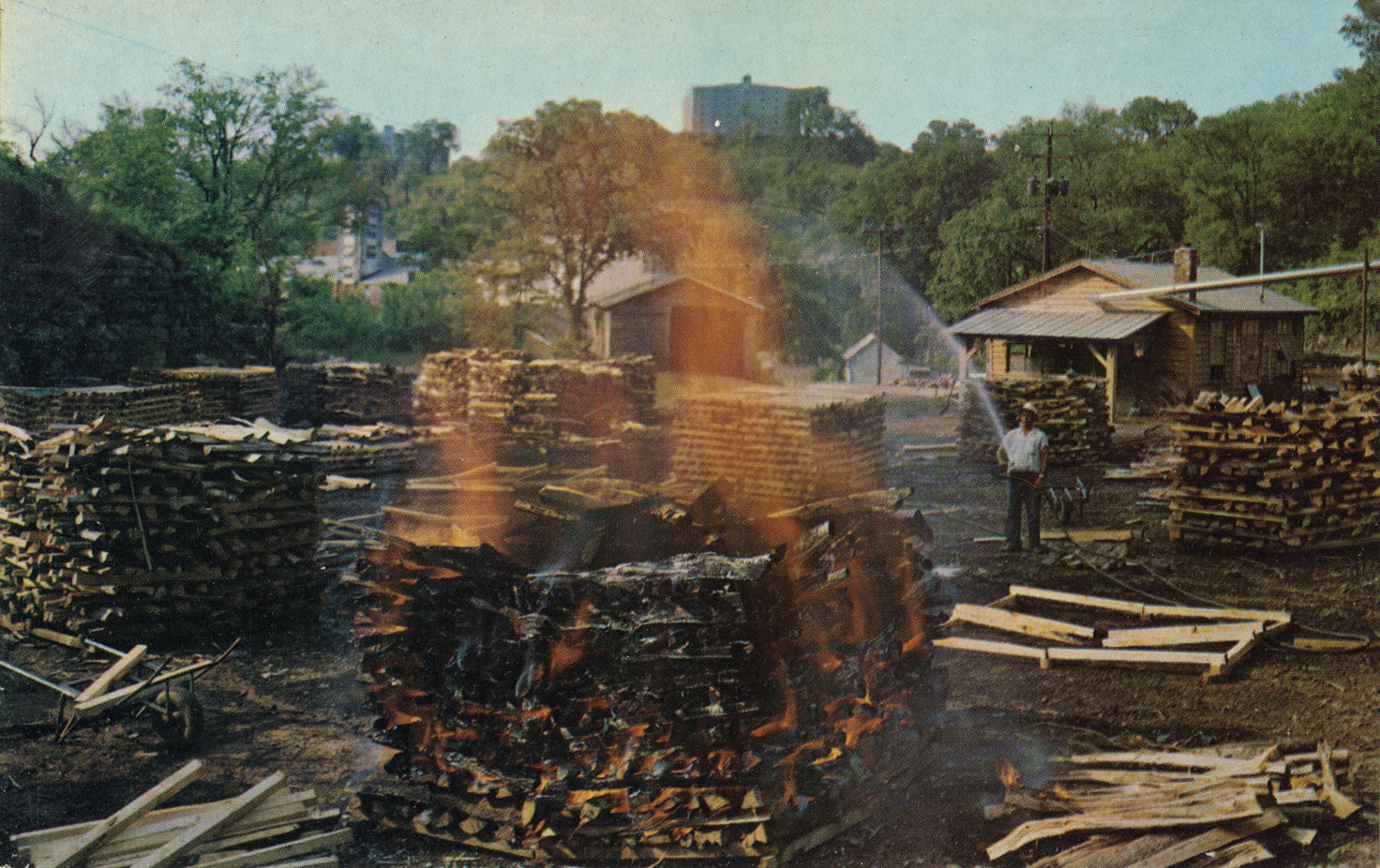
在蒸馏室外烧纸木炭, ca. 1920-1935

1、	材料的选择。用于威士忌制作的原料各有不同，杰克丹尼使用上好玉米、黑麦和麦芽作为制造威士忌的材料。更为重要的是，在这一过程中，它并非使用普通的水进行加工，而是使用出产自田纳西地区特有的洞穴温泉水。这种温泉水常年保持华氏56度，不含铁物质，但含有丰富的石灰质。该温泉水全年以每分钟800加仑的流量流动。

2、	发芽 （页面存档备份，存于）：将除去杂质后的麦类(Malt)浸泡在热水中发芽，这一过程需要一至两周的时间，待结束后再将其烘干，等冷却后再储放约一个月的时间，发芽告一段落。

3、	磨碎 （页面存档备份，存于）：将储存一个月后的发芽麦类放入特制的不锈钢槽中加以捣碎并煮熟成汁，所需为8至12个小时。通常在磨碎的过程中，温度和时间的控制是相当重要的环节，过高的温度或者过长的时间都会损害到麦芽汁的品质。

4、	发酵：冷却后的麦芽汁与酵母混合进行发酵。酵母能够将麦芽汁中的糖转化成酒精。因此，在完成发酵过程之后，会产生酒精浓度为5%~6%的液体，也就是俗称的“酿酒人的啤酒”。

5、	蒸馏 （页面存档备份，存于）：蒸馏的作用既浓缩。经过发酵后形成的低酒精度的“Beer”需要再进行蒸馏的步骤才能形成威士忌酒。此时所制作威士忌酒精浓度大约在60%~70%之间。

6、	炭化：这是杰克丹尼区别于其他威士忌的重要环节。经过蒸馏后的新酒不是立即装桶进行陈年，而是将其从十英呎厚的糖枫树炭上逐滴过滤，以产生润滑的口感。

7、	陈年：蒸馏后的新酒必须经过陈年的过程，通过橡木桶的陈酿来吸收植物的天然香气并逐渐降低其高浓度酒精的强烈刺激感，同时产出漂亮的琥珀色。不同地区对陈年时限要求不同。如苏格兰地区规定威士忌至少要在木酒桶中酝藏三年以上才可上市销售，而且陈年的酒龄时间必须清楚无误地标记在酒的标示上。杰克丹尼的陈年时间确没有固定的标准，而是由品酒师通过将新酒与陈年旧酒进行对比来判断是否合格。因此，杰克丹尼的标准也是顾客的标准，即尝一口。通过人工对酒品质进行控制虽然在成本上较为昂贵，但保证了杰克丹尼恒久的品质和纯正的口感。

8、	装瓶：符合条件的威士忌将经过一次过滤，将杂质去除后装入杰克丹尼标志性的方形酒瓶中，贴上带有OLD NO.7的商标后装箱出售。

## 杰克丹尼旗下品牌
杰克丹尼旗下品牌均为 混合威士忌， （页面存档备份，存于），酒精浓度均在40%~50%之间。
1、	Jack Daniel’s Old No.7.最为经典的杰克丹尼威士忌。其外形包装为经典的方形瓶身和黑色标签。

2、	Jack Daniel’s Gentleman.是世界上唯一一种经过两次楓木活性炭过滤的威士忌，因此有着独一无二的润滑感。该酒酒精浓度为40%。目前该品牌已推出全新的酒瓶包装。

3、	Jack Daniel’s Single Barrel.1997年2月首次亮相，该酒代表着一种独特性，使得威士忌狂热爱好者有机会去发掘不同酒桶出品的酒在气味、颜色和颜色上的区别。目前该品牌已推出全新的酒瓶包装。

4、	Jack Daniel’s Honey.目前，该品牌已在世界各地開始出販售。品尝起来带有蜂蜜的香氣及甜味并且拥有润滑的口感，而且亦能品味出杰克丹尼经典的味道。

5、	Jack Daniel’s Fire 目前，该品牌已在世界各地開始販售。是以傑克丹尼酒為基底調製的肉桂口味威士忌。该酒酒精浓度为35%。

## 图片

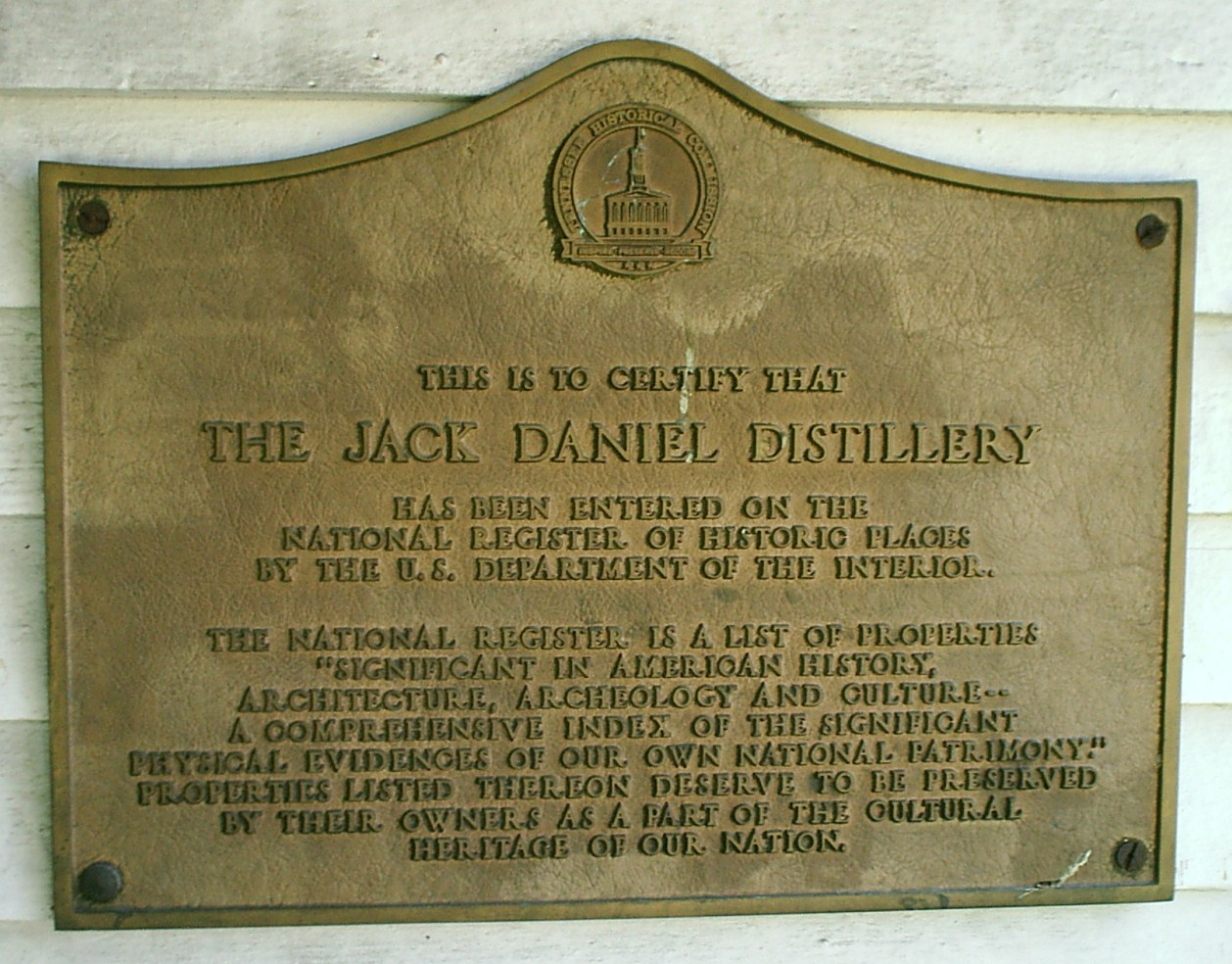
国家注册历史景点
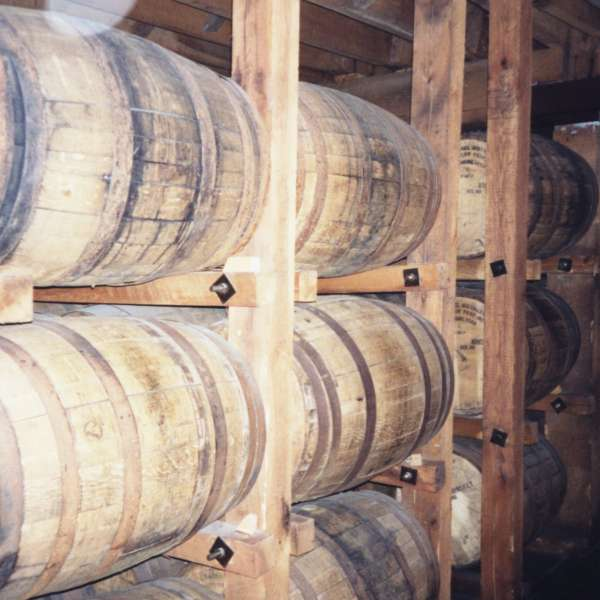
蒸馏间里的威士忌木桶
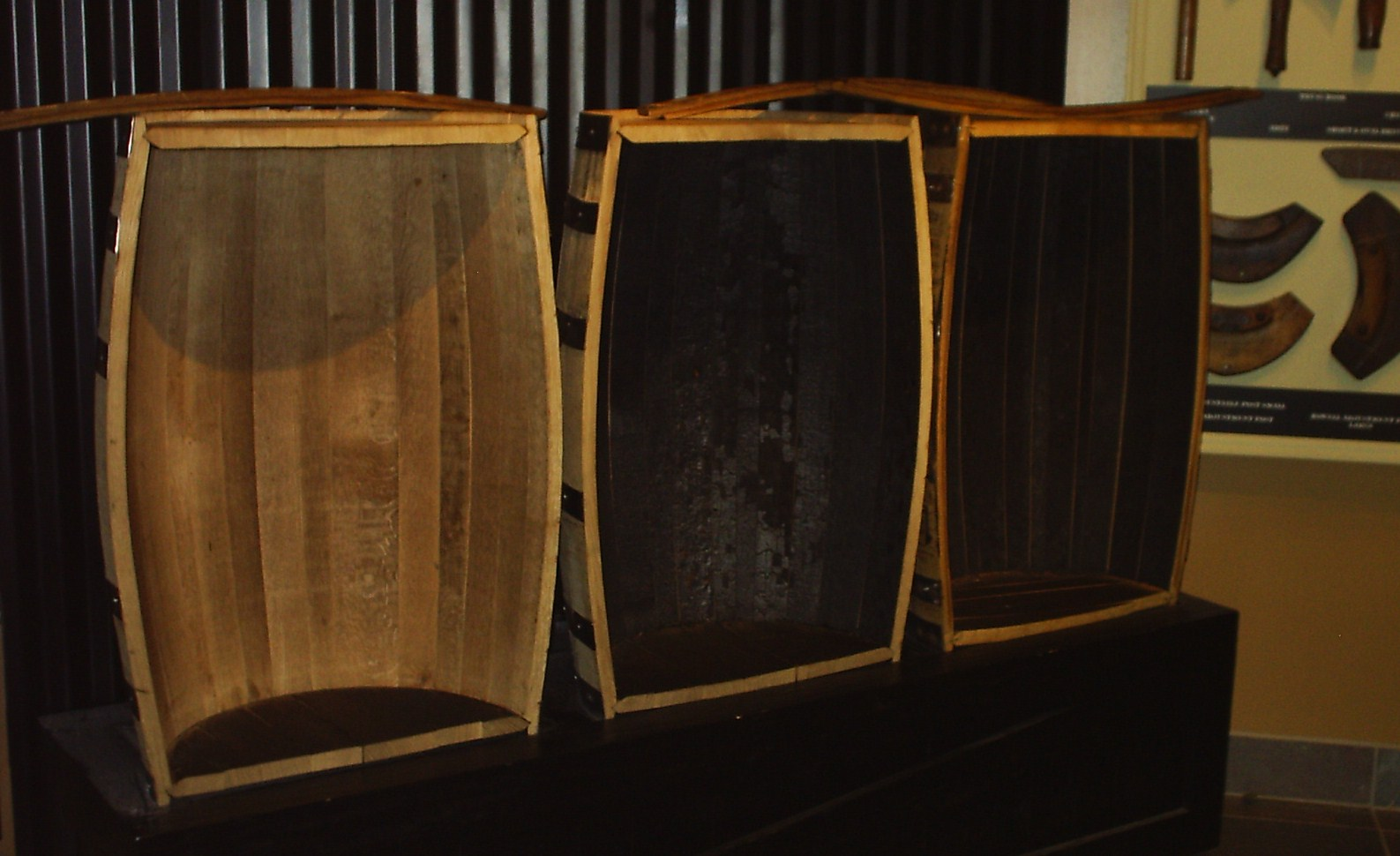
木桶内

## 鸡尾酒调制
杰克丹尼在一种大众化的鸡尾酒——“杰克和可乐”中充当酒精饮料部分。

杰克丹尼也在“美国水/林治巴”中充当酒精饮料部分。

## 赞助
2006年到2008年底，杰克丹尼在澳大利亚V8超级赛车比赛中赞助“帕金斯工程”队。

2009年后，杰克丹尼的赞助转移到了新成立的“凯利竞速”队。（“凯利竞速”队由剩余的“帕金斯工程”队和已经不存在了的HSV Dealer队组成。）

2005至2009年，杰克丹尼还赞助了NASCAR冲刺杯赛中“理查德•切尔德里斯竞速”队（Richard Childress Racing）的07号赛车（名字来源于杰克丹尼的“Old No.7”）。

杰克丹尼还赞助了美国乡村乐队Zac Brown Bands的巡回演出。

2023年起,杰克丹尼成为迈凯伦一级方程式车队的官方合作伙伴。 

## 文化上的引用

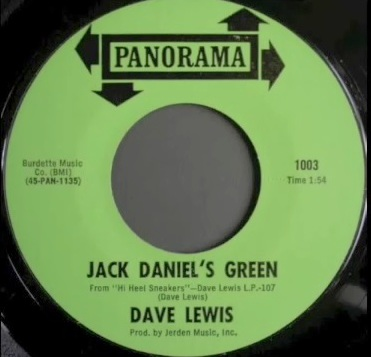
Dave Lewis - "Jack Daniel's Green"

乔治•罗古德（George Thorogood）的歌曲《I Drink Alone》，歌词中提到"So I called up my pal Jack Daniel's and his partner Jimmy Beam"（大意：我叫上了我的伙伴杰克丹尼和他的搭档吉米）

电影《动物屋》（Animal House）, 角色约翰•贝鲁西（John "Bluto" Blutarsky）一口气喝完了一整瓶杰克丹尼。 

乐团The National的歌曲《Baby We'll Be Fine》，歌词中提到 "I pull off your jeans, and you spill Jack and Coke in my collar"（大意：我脱下你的牛仔裤，你把杰克丹尼和可乐洒在我的领口）

美国乡村歌手Alan Jackson的歌曲《Everything I Love》，歌词中提到"Everything I love is killing me: cigarettes, Jack Daniel's and caffeine."（大意：我爱的每件东西都会杀死我：比如香烟、杰克丹尼和咖啡因。）

卡莎（Ke$ha）的歌曲《Tik Tok》 ，歌词中提到"Before I leave, brush my teeth with a bottle of Jack"（大意：在我离开前，我用一瓶杰克丹尼刷了牙）

电影《闪灵》（The Shining）中, 由Jack Nicholson,扮演的Jack Torrance在一个幽灵酒保Lloyd服务的旅馆酒吧中喝了杰克丹尼。

法国歌手奥雷尔桑在歌曲《Ils sont cools》中提到: "Passe la tise que je me Jack Danise" (大意: "给我酒，这样我可以变成杰克丹尼")

Patrick Wensink的书《Broken Piano for President》，封面设计基于杰克丹尼威士忌的瓶身标签 ，被杰克丹尼公司要求停止使用。

电影《闻香识女人》（Scent of a Woman）中，杰克丹尼是由阿尔•帕西诺扮演的中校Frank Slade最喜欢喝的酒。

电影《2012》中，艾德里安•赫莱姆斯里/Adrian Helmsley的爵士歌手父亲在电话得知灾难即将来临后，向服务生要了一杯烈酒，服务生上了一杯杰克丹尼。